# Omphalocarpum agglomeratum
Omphalocarpum agglomeratum là một loài thực vật có hoa trong họ Hồng xiêm. Loài này được De Wild. mô tả khoa học đầu tiên năm 1926.